# Abdullah ibn Salam
Abdullah ibn Salam (n. anii 550 d.Hr., Medina, Arabia Saudită – d. 643 d.Hr., Medina, Califatul Rashidun) a fost un Sahaba, de origine evreiască, care s-a convertit la Islam. Acesta a participat la cucerirea Siriei și a Palestinei, dar a murit în Medina. Acesta este sărbătorit în Islam. 